# Anoectangium warburgii
Anoectangium warburgii là một loài rêu trong họ Pottiaceae. Loài này được Crundw. & M.O. Hill mô tả khoa học đầu tiên năm 1977.